# Apicia pypopyrata
Apicia pypopyrata är en fjärilsart som beskrevs av Pieter Cornelius Tobias Snellen 1874. Apicia pypopyrata ingår i släktet Apicia och familjen mätare. Inga underarter finns listade i Catalogue of Life.